# Campo Bonito (Arizona)
Campo Bonito – jednostka osadnicza w Stanach Zjednoczonych, w stanie Arizona, w hrabstwie Pinal.